# Bayboro
Bayboro város az Amerikai Egyesült Államok Észak-Karolina államában, Pamlico megyében, melynek megyeszékhelye is. Lakosainak száma 1161 fő (2020. április 1.).

## Népesség
A település népességének változása:

| 2010 | 1 263 |
| 2020 | 1 161 |